# Marie Vieux-Chauvet
Vous lisez un « bon article » labellisé en 2023.
Pour les articles homonymes, voir Vieux et Chauvet.
Marie Vieux-Chauvet, née le 16 septembre 1916 à Port-au-Prince (Haïti) et morte le 19 juin 1973 à New York (États-Unis), est une femme de lettres, dramaturge et romancière haïtienne.
Elle commence à publier en 1947. Elle participe à partir de 1959 à un groupe littéraire, de poètes et de romanciers haïtiens, intitulé Les Araignées du soir. Un de ses romans les plus connus, Amour, Colère et Folie, publié en 1968, est une forte dénonciation du régime Duvalier, qui tente d'en bloquer la diffusion, et des Tontons Macoutes, la milice paramilitaire du régime, qui sème la terreur dans le pays. Elle est contrainte de s'exiler en 1968 pour échapper au pouvoir haïtien, et meurt quelques années après son installation à New York.

## Biographie

### Enfance
Marie Vieux-Chauvet naît (sous le nom de Vieux) à Port-au-Prince le 16 septembre 1916, au sein d'un milieu privilégié de la bourgeoisie métisse haïtienne,,. Elle est la dernière fille de Delia Nones et Constant Vieux, au sein d'une fratrie de cinq enfants,. Constant Vieux est un homme politique, sénateur,  puis ambassadeur. Delia Nones vient d'une famille juive antillaise de Saint-Thomas, dans les Îles Vierges,. Marie Vieux reçoit une formation à l'annexe de l'École normale d'institutrices, jusqu'au brevet élémentaire obtenu en 1933, à 17 ans,,,, un diplôme qui lui permet d'enseigner. Dans les années qui suivent l'obtention de ce diplôme, elle se marie une première fois, avec un médecin métis, Aymon Charlier.

### Premières publications
Elle enseigne, tout en se consacrant à l'écriture. Elle s'insurge contre les abus de tous genres dont sont victimes les femmes, les malheureux, les déshérités et les faibles. Sa première œuvre littéraire, La Légende des fleurs, une pièce de théâtre, est publiée pour la première fois en 1947,.
Dans les années 1940, elle divorce d'Aymon Charlier et se remarie avec un agent de voyage, lui aussi métis, Pierre Chauvet. Elle adopte alors le patronyme de ce deuxième époux, et publie aussi sous ce nom de Marie Vieux-Chauvet.
Elle publie ensuite plusieurs romans, autour de la question de l'égalité et de la justice, différenciant ainsi clairement son parcours du parcours traditionnel des femmes dans la bonne société haïtienne de l'époque. En 1954, un premier roman, Fille d’Haïti, est ainsi publié. Son deuxième roman, La Danse sur le volcan, est publié en 1957,.

### Les Araignées du soir
François Duvalier arrive au pouvoir à Haïti cette même année 1957. En 1959, elle se rapproche d'un groupe de poètes et de romanciers haïtiens, composé notamment d'Anthony Phelps, de René Philoctète, de Roland Morisseau, de Villard Denis (appelé aussi Daverige) et de Serge Legagneur (une photographie montre ces auteurs entourant Marie Vieux-Chauvet), seule femme au sein de ce groupe littéraire. Elle leur propose de se réunir certains soirs chez elle, dans le quartier Bourdon, à Port-au-Prince. Ils se réunissent chez elle le dimanche. Ce groupe s'était nommé initialement Haïti Littéraire, mais elle suggère de le renommer Les Araignées du soir,. « Ils espéraient tisser une toile protectrice autour d’eux-mêmes et se garder ainsi à l’écart des prédateurs » explique la romancière américaine d'origine haïtienne Edwidge Danticat. Aucun de ces poètes n'est assassiné pendant l'ère duvaliériste, mais tous font de la prison avant de partir en exil, souvent à Montréal, dans les années 1960,.
En 1960, elle publie son troisième roman intitulé Fonds des nègres.

### Le recueilAmour, Colère et Folie
Toujours durant ce régime dictatorial de François Duvalier, Marie Vieux-Chauvet rédige trois courts romans regroupé dans un recueil : Amour, Colère et Folie. Pour Dany Laferrière, « Parler de la romancière Marie Chauvet, c'est parler d'un seul livre, mais quel livre ! Son roman Amour, Colère et Folie est devenu avec le temps le grand roman des années noires de la dictature de Duvalier, communément appelé Papa Doc ».

### Correspondance avec Simone de Beauvoir
Elle envoie le manuscrit à Simone de Beauvoir qui soutient sa publication aux Éditions Gallimard. Une correspondance s'établit entre elles à la fin des années 1960. Elle lui exprime ainsi ses espérances et ses attentes vis-à-vis d'une publication par Gallimard, une maison d'édition à la notoriété internationale : « Si vous saviez ce que j'attends de cette publication ! La rupture avec une vie de routine et de résignation, la fuite en pays étranger, l'indépendance par le travail. Vous voyez qu'il ne s'agit pas simplement pour moi d'une simple question de vanité. Pour obtenir l'autorisation de sortie, il nous faut d'abord une autorisation maritale, puis une autre officielle. », écrit-elle dans un courrier daté du 23 décembre 1967. Puis dans un autre courrier, daté cette fois du 5 janvier 1968, elle écrit encore : « Je crains beaucoup de n'avoir pas assez d'argent disponible pour voyager jusqu'à Paris. Je comptais justement sur une avance de Gallimard pour le faire. Mon mari pourrait m'aider mais je ne le veux pas. Nous ne sommes pas en très bons termes et je vis à ses crochets depuis vingt ans. »

### Divorce, exil et mort
Quand le livre commence à paraître, elle se trouve à New York. Peu de temps après le début de cette publication en 1968, elle se voit contrainte de demander à Gallimard d'en suspendre la fabrication restant à effectuer et la diffusion à la suite des menaces du régime Duvalier qui pèsent rapidement sur elle, sur sa famille et sur ses proches. Les menaces exprimées oralement sont d'autant plus prises au sérieux que le climat de terreur sur Haïti a déjà touché sa famille : deux de ses neveux ont été assassinés et un autre a été arrêté. Ces menaces sont le signe du mécontentement du pouvoir à son égard et notamment du dictateur François Duvalier surnommé Papa Doc. Marie Vieux-Chauvet s'installe à New York. Les stocks de l'édition de 1968 à Haïti auraient été acquis et détruits par son mari. Elle est fortement blessée de ce musellement, alors qu'elle mettait tant d'espoir dans cette publication. Cet épisode achève de mettre à mal sa relation avec son deuxième mari et ils divorcent en 1970. Elle se marie ensuite une troisième fois, avec un Américain, Ted Proudfoot.
Papa Doc meurt en 1971, transmettant le pouvoir à son fils, Jean-Claude Duvalier dit Bébé Doc. Celui-ci reste au pouvoir jusqu'en 1986. Le roman est réédité en 2005,, puis en poche en 2015.
En 1971, elle écrit un dernier roman, Les Rapaces, qui n'est publié qu'à titre posthume, en 1986, à Haïti, après le départ de Bébé Doc.
Marie Vieux-Chauvet meurt à New York le 19 juin 1973 à cause d'une hémorragie intracérébrale.

## Œuvre et thèmes abordés
Dans sa première publication, la pièce de théâtre La Légende des fleurs publiée en 1947 sous le pseudonyme de Plume Colibri, Marie Vieux-Chauvet expose, à travers un conte allégorique, le rêve de fraternité et de solidarité qui motive son envie d'écrire. Un an plus tard, une autre pièce de théâtre qu'elle a écrite est mise en scène, Samba, mais le texte n'en a pas été publié.
Son premier roman, Fille d’Haïti, est publié en 1954. Il retrace le destin d'une jeune femme abandonnée par son père et fille d'une mère prostituée. Il évoque également le thème du métissage, dans un territoire où la couleur de peau peut jouer en votre faveur ou défaveur selon le pouvoir en place. En septembre de la même année 1954, elle fait paraître dans une revue, Optique, une nouvelle, Ti-Moune nan Bois.
Son deuxième roman La Danse sur le volcan, publié en 1957, en France cette fois (chez Plon), relate la situation des femmes haïtiennes à travers le portrait d'une jeune métisse. C'est un récit fictionnel dans un contexte historique particulier : les années ayant précédé la révolution haïtienne au XVIIIe siècle. Cette histoire est douce et cruelle, elle fait sourire et grincer des dents. C'est une danse des femmes : les femmes y tiennent les premiers rôles et sont au cœur de l'action. Les héroïnes en sont deux jeunes femmes de couleur qui surmontent des préjugés pour devenir des actrices célèbres.
En 1960, elle publie son troisième roman intitulé Fonds des nègres. Elle y décrit la vie d'un groupe de paysans vivant dans la commune de Fonds-des-Nègres, affamés et terrorisés par le pouvoir politique, exploités par des compagnies américaines, et y évoque les traditions et croyances populaires, notamment le vaudou, sujet d'une campagne anti-superstition menée par l'État dans les années 1940. Mais cet ouvrage est aussi un plaidoyer pour la protection de l'environnement.
Le recueil de romans Amour, Colère et Folie est donc publié en 1968, chez Gallimard en France, mais sa diffusion à Haïti est interrompue à la suite des menaces du pouvoir sur l'île, en réaction à son contenu. Il est constitué de trois récits distincts. Le premier de ces récits, Amour se passe dans la période d'incertitudes, après le départ des Américains en 1935, mais l'allusion au régime de Duvalier et des Tontons Macoutes, appelés « Les hommes en noir » est une évidence pour les lecteurs et le pouvoir haïtiens,. Dans ce premier récit, les responsables locaux terrorisés terrorisent à leur tour la population. Trois personnages féminins, Félicia, Annette et surtout Claire, la narratrice, sont au centre de ce roman. Claire passe d'un certain conformisme (même si ses pensées sont critiques sur le milieu qui est le sien, elles restent intériorisées) à la révolte,. Colère narre l'histoire d'une famille bourgeoise confrontée à l'expropriation de ses terres, à la corruption et à la peur. Folie raconte le sort d'un groupe de jeunes poètes. Ces jeunes sont traqués et assassinés. Le narrateur est un des protagonistes, un des poètes que menace la folie. Dans ces trois romans, Marie Vieux-Chauvet dresse le portrait de la peur d'un pouvoir exercé par la terreur, ainsi que des rapports sociaux en décrivant sans concession la société aisée de Haïti dont elle est issue. Ces récits ne sont pas tendres pour cette bourgeoisie haïtienne.
Son dernier roman, Les Rapaces, écrit en exil en 1971, n'est publié qu'à titre posthume, en 1986, à Haïti, sous son nom de jeune fille, Marie Vieux, après la fin du duvaliérisme. C'est l'histoire de Michel, un poète et un révolutionnaire qui veut réveiller le peuple haïtien contre la dictature, par l'éducation. Et c'est aussi l'histoire d'un ami de Michel, un vieux paysan dépossédé de ses terres nommé Alcindor, qui vend son sang pour pouvoir nourrir ses enfants,.
Sans être affiliée à un parti politique, Marie Vieux-Chauvet s'est engagée en exprimant une voix libre, comme quelques autres auteurs de son pays, tels Jacques Roumain, Jacques Stephen Alexis ou René Depestre, mais une voix féminine, dans les années qui ont précédé ou durant les années du régime répressif duvaliériste, tout en choisissant de s'exprimer majoritairement dans la langue française, la langue d'une ancienne puissance coloniale, et en témoignant sur la société haïtienne. La partie essentielle de son œuvre a été écrite avant qu'elle ne soit contrainte de s'exiler.

## Distinctions
- 1954 : prix de l'Alliance Française, pour Fille d'Haïti[35],[36],[37].
- 1960 : prix France-Antilles, pour Fonds des Nègres[35],[36],[37].
- 1986 : prix Deschamps (à titre posthume), pour Amour, colère et folie[35],[36],[37]
- 2016 : Invitée d'honneur (à titre posthume) de Livres en folie[38],[39].

## Œuvres

### Principaux romans
- Fille d’Haïti, Paris, Fasquelle, 1954, 1re éd. Rééditions : Léchelle, Zellige, 2014, 288 p.  (ISBN 978-2-914773-63-8) [présentation en ligne] et Paris, Éditions Zulma, 2023, 288 p.  (ISBN 9791038701915) [présentation en ligne].
- La Danse sur le volcan., Paris, Plon, 1957, 1re éd. Rééditions : Emina Soleil, 2004 et Léchelle, Zellige, 384 p.  (ISBN 978-2-914773-16-4) [présentation en ligne].
- Fonds des Nègres, Port-au-Prince, Henri Deschamps, 1960, 1re éd.. Rééditions : Léchelle, Zellige, 224 p  (ISBN 978-2-914773-69-0) [présentation en ligne] et Paris, Zulma, 2024, 176 p. [présentation en ligne].
- Amour, Colère et Folie, Paris, Gallimard, 1968, 1re éd. Rééditions : Emina Soleil, 2005 et Paris, Éditions Zulma, coll. Z/a, 2015, 512 p., postface de Dany Laferrière,  (ISBN 978-2-84304-738-1).
- Les Rapaces, Port-au-Prince, Deschamps, 1986. Réédition : Léchelle, Zellige, 2017, 176 p.  (ISBN 978-2-914773-76-8) [présentation en ligne].

### Principales pièces de théâtre
- La Légende des fleurs, Port-au-Prince, Henri Deschamps, 1947, 1re éd. Réédition : Port-au-Prince : rééditions Marie Vieux, 2009.
- Samba. Mise en scène vers 1948 à Port-au-Prince. Inédit.
- Amour, colère et folie, adaptation de José Pliya. Paris, Avant Scène Théâtre, 2008.

### Nouvelle
- Ti-Moune nan Bois, Optique n°7. Septembre 1954, p. 57-60.